# NGC 6644
NGC 6644 è una nebulosa planetaria bipolare situata nella costellazione del Sagittario. Con una magnitudine apparente di 10,7, deve essere usato un telescopio con un'apertura di almeno 150 millimetri per osservarlo. La nebulosa si trova a circa 20.000 anni luce dal sistema solare.

## Scoperta
La nebulosa fu scoperta dall'astronomo americano Edward Charles Pickering il 13 luglio 1880.